# 癸五炔
癸五炔是一种有机化合物，化学式为C10H2。它可由碳化钙和含Cu+/Cu2+的氯化铵溶液反应制得，该反应还会生成己三炔和辛四炔等多炔副产物。它可以通过与银氨溶液反应来提纯。它在紫外线或γ射线下可以发生分解。它可以和碘形成分子配合物。